# Chelonoidis vicina
La tortuga gigante de Isabela (Chelonoidis vicina) es una especie de tortuga de la familia Testudinidae, endémica de una de las islas que componen el archipiélago de las islas Galápagos, perteneciente a Ecuador. Integra el complejo de especies denominado: complejo Chelonoidis nigra. Tiene una carapacho grueso, pesado, abovedado, y no muy reducido anteriormente. Los machos son más grandes; las hembras poseen más forma de cúpula. Se alimenta de frutos silvestres, gramíneas, y de cactáceas.

## Distribución

La distribución de todos los taxones de tortugas de las islas Galápagos.

Es una especie endémica del centro y sur de la isla Isabela, en el archipiélago de las islas Galápagos. Es una de las cinco poblaciones de tortugas de la isla Isabela.

## Taxonomía
Esta especie integra, junto a los otros taxones, el complejo Chelonoidis nigra el que incluye a todas las especies de tortugas nativas de las islas Galápagos. Anteriormente, este taxón y los demás del complejo, eran considerados subespecies de Chelonoidis nigra, pero nuevos estudios permitieron separarlos como especies plenas.
Chelonoidis microphyes, Chelonoidis guentheri, Chelonoidis macrophyes, y Chelonoidis vandenburghi, tratados anteriormente como taxones separados, fueron todos incluidos en la sinonimia de esta especie.
Chelonoidis vicina «sensu stricto» habita en el volcán cerro Azul, en el sur de la isla. La población del vecino volcán Sierra Negra, que fue denominada Chelonoidis guntheri, se incluye en esta especie, aunque su caparazón tiene más forma de silla de montar.
El nombre de la especie significa «vecina», «cercana».

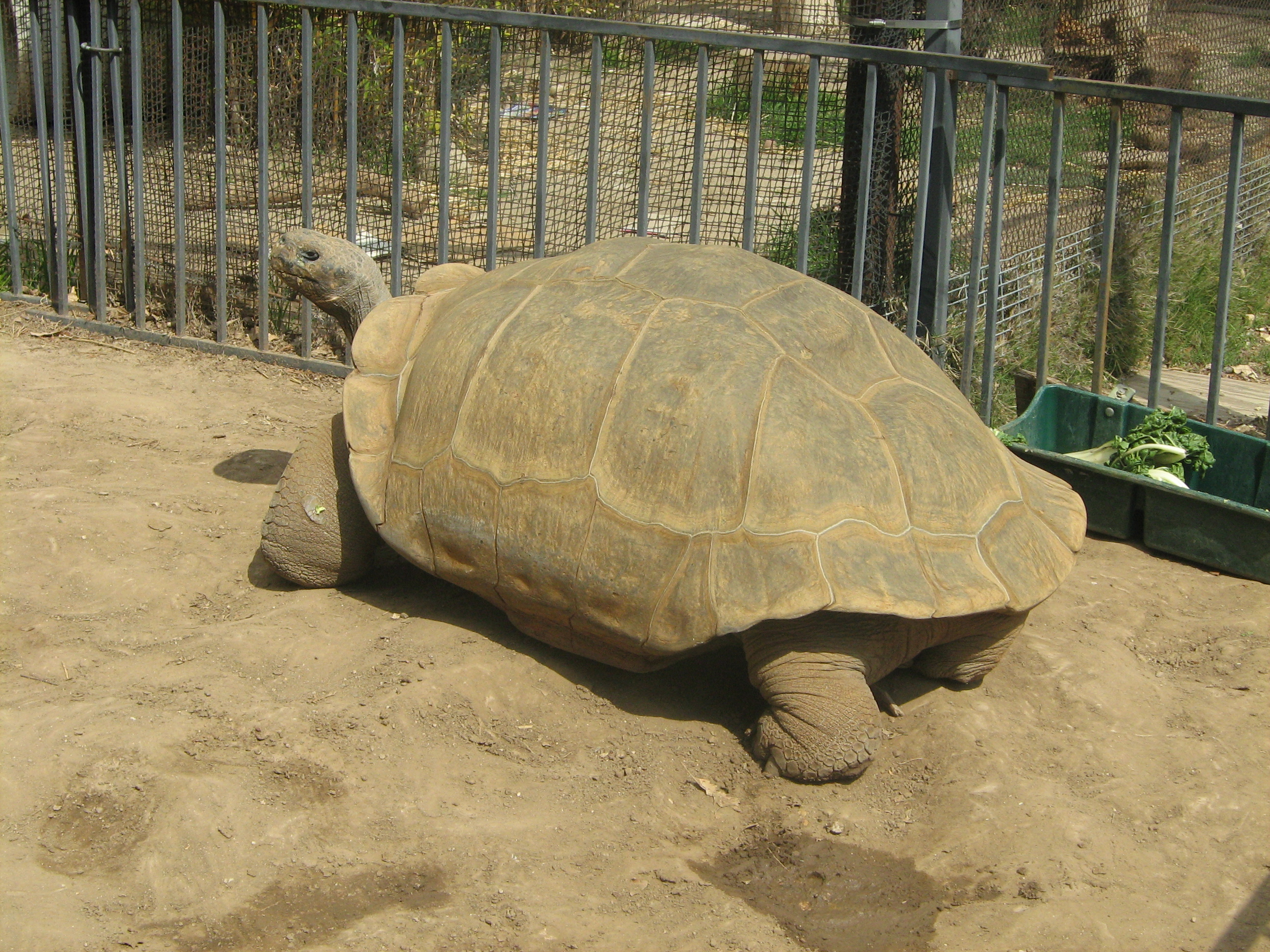
Tortuga de la zona del volcán Darwin (forma microphyes).

## Conservación
Las estimaciones poblaciones son de 2574 individuos. Para la TFTSG es una especie «Vulnerable». Su población disminuyó en forma notable por el gran sacrificio perpetrado por marineros en los dos últimos siglos, además de las capturas en las décadas de 1950 y 1960 por empleados de las empresas de ganado. Las islas Galápagos fueron declaradas parque nacional en 1959, protegiendo así el 97,5 % de la superficie terrestre del archipiélago. El área restante es ocupada por asentamientos humanos que ya existían al tiempo de la declaratoria, los que poseen 25 000 habitantes. 
Los ejemplares que viven en las laderas del volcán cerro Azul no fueron afectados por la erupción del año 2008, aunque la erupción de 1998 obligó a las autoridades del parque nacional a evacuar por tierra y helicópteros a gran cantidad de ejemplares. A pesar de ello, muchas de ellas murieron a causa de la erupción, ya sea por la misma lava o por los incendios asociados a la misma.
Hasta los programas de erradicación de la fauna introducida, prácticamente todos los nidos y las crías fueron destruidos por los gatos, cerdos, perros y ratas negras.

### Publicación original
- Günther, 1875 : Descriptions of the living and extinct races of gigantic land–tortoises. Parts I and II. Introduction, and the tortoises of the Galapagos Islands. Philosophical Transactions of the Royal Society of London, vol. 165, p. 251–284.